# Heterogramma
Heterogramma é um gênero de traça pertencente à família Arctiidae.